# Kościół Najświętszego Serca Pana Jezusa w Wawelnie
Kościół pod wezwaniem Najświętszego Serca Pana Jezusa – rzymskokatolicki kościół parafialny położony w miejscowości Wawelno w województwie opolskim, powiecie opolskim, gminie Komprachcice. Kościół parafialny należy do parafii Najświętszego Serca Pana Jezusa w Wawelnie w dekanacie Prószków, diecezji opolskiej.

## Historia
Kościół w Wawelnie jest pierwszą świątynią w tej miejscowości, wybudowaną w 1934 roku na fundamentach starej szkoły. W latach 1934–1939 świątynia była kościołem filialnym należącym do parafii św. Wawrzyńca w Dąbrowie. W 1939 roku z chwilą powołania nowej parafii w tej miejscowości kościół zaczął pełnić funkcję kościoła parafialnego.